# IPv6
Az Internet Protocol version 6 (IPv6) az internetprotokoll (IP) új verziója, melyet az Internet Protocol version 4 (IPv4) leváltására terveztek.
Az IETF (Internet Engineering Task Force) által kezdeményezett kutatások lényege az új protokoll kifejlesztésére a 4-es verziójú (IPv4) címek előrelátható kimerülése volt. Ahogy az internetezők és az általuk használt eszközök száma egyre bővül, a kiadható IP-címek száma egyre csökkenő tendenciát mutat. Ez a nagy cégek és intézmények számára okozhatja a legtöbb gondot, de a későbbiekben minden felhasználót érinthet. Számos igen hatékony hálózati megoldás született a múltban (CIDR: Classless Interdomain Routing, NAT: Network Address and Port Translation stb.) annak érdekében, hogy az IPv4 címek fogyásának ütemét csökkentsék, ám az internet terjedésének köszönhetően ma már nyilvánvaló, hogy a rendelkezésre álló szabad IPv4-tartomány belátható időn belül elfogy. Az IPng-vel (IP new generation) szemben támasztott követelmények lényege volt, hogy egyszerűen és gyorsan be lehessen vezetni, valamint a régi rendszer az újjal párhuzamosan tudjon működni. Az IPv4 esetében használatos 32 bites címzéssel szemben (hálózatszervezési okokból az IP-címek egy része nem is használható), az IPv6 címek 128 bitesek, így a nagyságrendekkel nagyobb címtartomány révén az új rendszer közvetlenül címezhetővé teszi az internethez kapcsolódó eszközöket.
Az első IPv6-tal foglalkozó szabványok 1992 decemberére készültek el, és a hét változatból 1994-re született meg a ma IPv6-nak nevezett protokoll, amelyet 1994. november 17-én az Internet Engineering Steering Group is elfogadott és felhasználásra javasolt.
2011. június 8-ára ismert tartalomszolgáltatók, mint a Google, a Facebook és a Yahoo világméretű tesztnapot kezdeményeztek, "World IPv6 Day", azaz az IPv6-világnap néven.

## Az IPv6 magyarországi mérföldkövei
- A BME Folyamatszabályozási Tanszékén már 1997-ben folytak kutatások a IPv6 hálózatok kiépítésének tesztelésére.
- A NIIF által üzemeltetett és fejlesztett felsőoktatási és kutatói hálózaton 2001-ben kezdődtek meg az IPv6-os kísérletek és 2005 óta szolgáltatásként elérhető az IPv6 az egyetemek, kutatóintézetek és közgyűjtemények számára.[3]
- Tarr Kft. 2007. november 8-tól kezdődően használ IPv6 címeket kiszolgáló infrastruktúráján. Lakossági tesztidőszak 2015 -től. Teljes DOCSIS lefedő egységesen 2018 évben lett IPv6 képes.
- Az Externet 2009. május 19-én zárta le a közel egyéves tesztidőszakot és azóta nyújtja rendes szolgáltatásként az IPv6-ot.[4]
- A  Magyar Telekom 2009. november 2-án kezdte meg hálózatában az IPv6 nyilvános tesztelését.[5][6]
- A Magyar Telekom 2011. június 3-án kapcsolta be az IPv6 hálózatát teszt jelleggel[7] és 2016 év végétől bevezette lakossági ügyfelei részére az IPv6 dual-stack szolgáltatását minden hozzáférési technológián: mobil, xDSL, GPON, DOCSIS.[8] A HGW 1db /56 IPv6 prefixet kap, melyet az ügyfelek által telepített routerek használhatják prefix delegálás keretében további interfészeik IP címmel ellátására.[9]
- A Digi Kft. 2015. december 1-én elkezdte használni az FTTH hálózatán az IPv6-os IP címeket is.

## Az IPv6 legfontosabb jellemzői

Az IPv6 csomag fejléce

A protokoll tervezésekor nemcsak az IPv4 hibáit igyekeztek megszüntetni, hanem új szolgáltatásokat is bele kívántak építeni, amelyek gyorsabbá és az új felhasználói igényeknek jobban megfelelővé teszik.
Az IPv6 legfontosabb jellemzői:
1. megnövelt, nagyobb címtartomány,
2. közvetlen végponti címezhetőség,
3. automatikus konfiguráció, vagyis a munkaállomások automatikus hálózati konfigurálását támogató rendszer végzi
4. hálózati mobilitás, egy hálózati csatolóhoz egy időben több címet rendelhetünk. Ez hasonló a mobilszolgáltatók roaming[10] (barangolási) szolgáltatásához.
5. titkosítás, azonosítás: Az IPv6-címzés szerves része az IPsec biztonsági protokoll, ez hálózati szinten nyújt lehetőséget arra, hogy a kommunikációban részt vevő felhasználók hitelesen azonosítsák egymást, és az egymás közt zajló adatforgalmat titkosítsák egy biztonságos úgynevezett alagúton, tunnel-en keresztül anélkül, hogy az Internetről bárki le tudná hallgatni őket.
6. többszörös címezhetőség, szabványosított multicast[11]

Az átállás az IPv4-ről IPv6-ra nem tud az egész Interneten egy időben lezajlani, ezért szükséges, hogy a két rendszer egymás mellett működhessen, akár az Interneten vagy a gépen belül is. Ezt az átmenetet a kompatibilis címek (az IPv4 címek egyszerűen átalakíthatók IPv6-címekké), és a különféle alagutak alkalmazása biztosítja. Használható egy kettős protokollcsomag, (dual stack IP ) nevű technika is, amely mindkét protokollt egy időben támogatja. A két teljesen különálló hálózati alrendszer és a két különböző protokollverzió nincs hatással egymásra.

## Az IPv6 előnyei a végfelhasználó számára
Az IPv6 amellett, hogy a jelenlegi dinamikus IP-cím kiosztás helyett minden végfelhasználó kaphat egy fix IP-címet, a biztonság terén is hoz újításokat a jelenleg használt IPv4-hez képest. A 128 bites címtartomány több ezer milliárd eszköz számára biztosíthat IP-címet, így gyakorlatilag kimeríthetetlen a kapacitása. Lefordítva ezt a háztartásokra, az otthonokban minden internetképes eszköz önálló IP-címet kaphat, így azok zavar nélkül kommunikálhatnak egymással. Ha az eszközök az internethez kapcsolódnak, akár a fűtőberendezéseket vagy a mosógépet is bekapcsolhatjuk mobiltelefonunkon keresztül.
Sokan magát az IPv6-ot tekintik „killer application”-nek, mint ami megteremti a hálózatcentrikus világ létrehozásának lehetőségét. Ideális esetben az IPv6 használata a végfelhasználó számára láthatatlan marad. Az egyetlen változás, hogy az internetezés egyes esetekben egyszerűbbé válhat, illetve megjelennek majd olyan szolgáltatások/alkalmazások melyek IPv4 alapon csak igen bonyolult módon lennének nyújthatóak [forrás?]. Az IPv6 a végfelhasználó szempontjából egy ajtó, mely megteremti a lehetőséget a változásra. Éppen úgy, mint ahogyan anno a vezetékes világban a DSL, vagy a mobil világában a 3G megjelenése indított el egy-egy kommunikációs forradalmat.

## IPv6 szabványok és migrációs stratégiák
Az IPv6-ra vonatkozó, annak alapvető működését rögzítő szabványok az IETF szervezetében születnek. Ugyanakkor érdemes nyomon követni más szabványosítási szervezetek munkáját is, hiszen fontos irányelveket fogalmaznak meg például a Broadband Forum (BBF) munkacsoportjai, melyek a meglévő szabványokon alapuló szolgáltatói környezet tekintetében rögzítenek ajánlásokat.
Az IPv6-bevezetési megoldások tekintetében számos eltérő – a szabványosítás különböző fázisában lévő – metódus látott napvilágot (pl. 6to4, 6rd, DS-lite, Softwire, Carrier Grade NAT, stb.). Az egyes megoldásoknak természetesen eltérő előnyei ill. hátrányai vannak, így folyamatos vitatémát biztosítanak a szakértők számára. Egyetértés van azonban a tekintetében, hogy a felhasználók számára egyidejűleg kell mind IPv4, mind IPv6 kapcsolódást biztosítani. Az ilyen megoldást nevezik dual-stack elérésnek. A dual-stack megoldás egyik fő előnye, hogy nincs szükség IPv4 és IPv6 hálózati átjárók létrehozására, melyek segítségével a csak egyik vagy másik verziót támogató végpontok kommunikálni tudnának egymással.

## Címzés IPv6-tal
A legfontosabb tulajdonsága az IPv6-nak az IPv4-hez képest szinte elképzelhetetlenül nagy címtér. Az IPv6-címek 128 bit hosszúak, szemben az előd 32 bitjével. Míg az IPv4 címtér körülbelül 4,3 milliárd címet tartalmaz, az új verzió nagyjából 340 szextillió (1036) egyedi címet foglal magába.
Az IPv6 címeket nyolc darab négy hexadecimális számjegyet tartalmazó csoportként ábrázoljuk, melyeket kettősponttal választunk el. Például: 2001:0db8:85a3:0000:0000:8a2e:0370:7334. A címeket logikailag két részre oszthatjuk, a 64 bites (al)hálózati előtagra, és a 64 bites interfész azonosítóra.
Az SLAAC működéséhez az alhálózatoknak legalább 264 nagyságú (/64) címtérre van szükségük. Az internetszolgáltatók (ISP-k) legalább 232 (/32) tartományokat kapnak. A végfelhasználók pedig /48, vagy egyes esetekben csak /56 tartományokat.
Az IPv6 címek három csoportba sorolhatóak: az unicast címek egyedileg azonosítanak egy interfészt; az anycast címek egy csoport interfészt azonosítanak, amelyek általában nem egy helyen vannak és amelyek közül a legközelebbi kerül automatikusan kiválasztásra; és a multicast címek, amelyek segítségével egy csomagot több interfésznek címezhetünk. Szórási címeket nem implementáltak az IPv6-ban. Minden IPv6 címnek van egy hatóköre (scope), ami megadja, hogy a hálózat mely részében érvényes és egyedi az adott cím. Egyes címek csak a helyi (al)hálózaton egyediek, mások globálisan azok.
Néhány IPv6 cím speciális célokra van fenntartva, mint például a visszacsatolási cím. Ezen kívül vannak speciális címtartományok is, például a kapcsolati szintű (link-local) címek a helyi hálózatban való használatra, és a solicited-node multicast címek, amelyeket a Neighbor Discovery Protocol használ.

### IPv6 a domain nevek rendszerében
A DNS-ben a hosztnevet az AAAA erőforrás rekordokkal kapcsoljuk az IPv6 címekhez. A reverse DNS kérésekhez az IETF az ip6.arpa domaint jegyezte be, ahol a névtér hierarchikusan osztódik az IPv6 cím hexadecimális számjegyeinek egyjegyű nibble egységei szerint (4 bit). Ezt az RFC 3596 definiálja.

### Címformátum
Az IPv6 címeknek két logikai része van: a 64 bites hálózati előtag, és a 64 bites hoszt azonosító. (Az utóbbit gyakran automatikusan generáljuk az interfész MAC címéből.) Leggyakrabban kettőspontokkal 8 csoportra tagolt 16 bites hexadecimális számként ábrázoljuk, a következőképpen:
fe80:0000:0000:0000:0202:b3ff:fe1e:8329
A hexadecimális számok nem kis-nagybetű érzékenyek.
A 128 bites IPv6 címet a következő szabályok szerint lehet rövidíteni:
1. minden 16 bites csoportban elhagyhatjuk a bevezető 0-kat. Például az fe80:0000:0000:0000:0202:b3ff:fe1e:8329 cím írható így is: fe80:0:0:0:202:b3ff:fe1e:8329.
2. Címenként egy alkalommal az egymást követő csak nullákból álló csoportokat rövidíthetjük két darab kettősponttal. Így az fe80:0:0:0:202:b3ff:fe1e:8329 cím rövidítve fe80::202:b3ff:fe1e:8329 lesz.

## IPv6 cím biztosítására szolgáló mechanizmusok
A végpontok számára az IPv6 globális cím ill. prefix biztosítására többféle dinamikus megoldás létezik:
- SLAAC: StateLess Address AutoConfiguration (RFC4862)
- DHCPv6: Dynamic Host Configuration Protocol for IPv6 (RFC3315)
- DHCPv6-PD: Prefix Delegation options (RFC3633)

A SLAAC módszer használatával a végpont a használandó IPv6-os címeit a lokálisan rendelkezésre álló ill. az adott hálózati szegmensre kapcsolódó router által hirdetett információkból generálja. A router az adott linkhez tartozó subnet prefixet hirdeti, míg a végpont egy az adott linken egyedi interface azonosítót generál. Az IPv6-os cím a két rész összeillesztéséből áll elő. Router hiányban a végpontok csak link lokális címeket tudnak generálni és csak az adott linkre kapcsolódó végpontok tudnak egymással kommunikálni.
A DHCPv6 módszer a GUA cím biztosítása mellett egyéb konfigurációs információk biztosítására is képes, melyeket speciális DHCPv6 opciók hordozhatnak.
A Prefix Delegation révén egy végpont egy teljes IPv6 tartományt tud kérni a hálózattól DHCPv6 üzenetek segítségével. Az IPv6 esetében az IPv4-gyel ellentétben nincs NAT-olás az otthoni hálózat és a szolgáltatói hálózat között. Ennek megfelelően az ügyfelek – a szolgáltatói hálózathoz egy otthoni routeren (RG: Residential Gateway vagy HGW: Home Gateway) keresztül kapcsolódó – eszközei szempontjából gyakorlatilag elengedhetetlen a DHCPv6-PD használata a hatékony és automatikus címzéshez. A delegált prefix mérete az ügyfél hálózatától függően lehet: /60-/56 illetve /48.

## IPv6 beágyazások
Az IPv6 átvitelére lehetőség van valamennyi OSI Layer-2 protokoll felett.
A széles sávú felhasználók kapcsolódásában a forgalom enkapszulációja tekintetében alapvetően két esetet lehet megkülönböztetni: a PPP alapú elérést és a natív IP elérést. Az előbbi xDSL és optikai elérés esetén, míg az utóbbi jellemzően a CaTV hálózatokban használatos.

## Széles sávú felhasználók otthoni IPv6 hálózata
A IPv6 széles körű elterjedésének egyik legkritikusabb eleme az RG/HGW (Residential Gateway/Home Gateway). A szabványok kialakításával még csak most kezdenek intenzívebben foglalkozni a szabványosító szervezetek, így nem meglepő, hogy az
implementációk ma még gyerekcipőben járnak.
A RG/HGW IPv6 szempontból egy tudathasadásos berendezésnek tekinthető, hiszen a szolgáltatói hálózat felé végpontként (host) viselkedik, míg az otthoni hálózat felé mint router lép fel. Az RG/HGW a hálózattól megszerzett prefix révén, biztosítja az
otthoni hálózathoz kapcsolódó berendezések számára szükséges konfigurációs információkat (GUA cím, DNS server, stb.).
Mivel az IPv6 szabvány nem írja elő kötelezően a végpontok számára a stateful DHCPv6 (RFC3315) implementálását, az otthoni hálózatban a javasolt alapértelmezett címkiosztási módszer a SLAAC. A delegált címtartomány
felhasználásával az RG/HGW /64 prefixeket használ a hozzá kapcsolódó otthoni hálózati szegmensek címzésére.
A DNS használata a mai hálózatokban gyakorlatilag nélkülözhetetlen, azonban az IPv6 környezet a kiterjesztett címek révén kritikus fontosságú. A DNS feloldás történhet akár IPv4, akár IPv6 alapon, függetlenül a hordozott információtól (A ill. AAAA record). IPv6 feletti DNS feloldáshoz a szerver címét stateless DHCPv6 (RFC3736) révén célszerű eljuttatni a
végberendezésekhez. Elvileg lehetőség van a DNS információ RA üzenetekben történő átadására is (RFC5006), azonban ez a megoldás a gyakorlatban nem igazán terjedt el. Elméleti lehetőségként fennáll még a manuális konfiguráció is.

### Tunnel brókerek
- ATW (magyar)
- Hurricane Electric
- SixXS